# ウィリアム・サマーリン
ウィリアム・T・サマーリン（William T. Summerlin、1938年 - ）は、アメリカ合衆国の皮膚科医である。医学研究者として、サマーリン事件と呼ばれる不正行為事件を起こしたことで知られる。

## サマーリン事件
1974年、サマーリンはニューヨーク市のスローン・ケタリング記念癌センターにおいて、世界初の骨髄移植を成功させた免疫学者でスローン・ケタリング研究所所長のロバート・A・グッドの下で移植免疫学の研究を行っていた。彼は、遺伝的に無関係の動物間の皮膚移植は、数週間特別な培地で皮膚を培養することによって成功率が高まることを示したと主張した。それが本当ならば、この研究は、移植組織の免疫学的拒絶反応を抑制するための手段として大きな意味を持っていた。しかし、彼自身や他の研究者による追試により実験結果を再現することはできなかった。
彼の実験は、黒いマウス（メラニン細胞という黒色の色素細胞を有する）から白いマウス（メラニン細胞を有さない）への皮膚移植であった。しかし、メラニン細胞は時間が経つにつれて移植された組織から自然に移動し、移植当初のはっきりとした黒い斑点から灰色がかった斑点へと変化する傾向があった。
追試の失敗が知れ渡るようになり、グッドはサマーリンと対応策について相談する機会を設けた。サマーリンは会談の席に移植成功のエビデンスとしたマウスを持っていった。グッドの部屋へ向かう途中、斑点が灰色になっていることに気づき、サマーリンは持っていた黒色のマーカーペンで斑点を塗って黒くした。これは後に彼自身がそのようにしたことを認めている。グッドとの会談の席でそのマウスは見せられていない。サマーリンが自分の研究室に戻った後、マウスを飼育技術者に返したときに、サマーリンがしたことが発見された。飼育技術者は斑点がアルコール綿で除去できることに気付いた。飼育技術者はサマーリンとは別の研究者に相談し、数分以内にグッドにも伝えられた。
その後の調査で、サマーリンの当初の移植実験は十分に管理されていなかったこと、サマーリン研究室の他の実験は報告書や同僚に誤って伝えられていることが明らかになった。論争の中心にあるマウスは、2つの遺伝的に類似した系統を含んでおり、そのため移植に成功していた。最終的には、サマーリンの移植実験は全て捏造であったとして撤回された。
サマーリンは後に、自身の欺瞞的な行動は、精神的・肉体的疲労、重い臨床的・実験的な作業の負荷、そして成果を出すことへのプレッシャーによるものだと説明した。スローン・ケタリング研究所理事長のルイス・トーマスは、サマーリンは「深刻な情緒障害」であると述べた。この事件の後サマーリンは研究所を辞職し、ルイジアナ州農村部に移り住んで開業医になったと伝えられている。
この事件以降、「マウスを塗る」(painting the mice)という言葉が「研究詐欺」の意味で使われるようになっている。Joseph Hixsonは、この事件について"The Patchwork Mouse"という本を書いた。